# Шапиро, Александр Борисович
Александр Шапиро (1 января 1969, Владивосток) — украинский кинорежиссёр, сценарист и продюсер. Проживает в Киеве, периодически работает в Тель-Авиве.

## Биография
Родился 1 января 1969 года в городе Владивостоке в семье военных. Отец — подполковник химических войск СССР.
В 1975—1978 годах обучался в Ленинградской иешиве. В 1978—1985 годах проходил курс психопрактик. В 1985—1986 годах учился в Херсонском мореходном училище.
В кино с 1996 года. Творчество насчитывает несколько десятков короткометражных и полнометражных фильмов, которые принимали участие в программах международных кинофестивалей, в том числе: Берлинский кинофестиваль, Каннский кинофестиваль, кинофестивали в Бухаресте и Варшаве, открытом фестивале кино стран СНГ и Балтии Киношок.

## Фильмография
- 1998 — «100=188» — первый короткометражный фильм, ч/б, 16 мм.
- 1999 — «Чемодан» — короткометражный фильм
- 2000 — «Декарт» — короткометражный фильм

Полнометражные фильмы:
- 2002 — «Цикута» — первый полнометражный художественный фильм; Главный приз независимого фестиваля «Стык», Москва, 2003 год. Фильм демонстрировался Наумом Клейманом в Музее кино в Москве в 2003 году.
- 2004 — «Путеводитель» — полнометражный художественный фильм. Участник Конкурсной программы Берлинского Международного Кинофестиваля в 2005 году. Приз критики Открытого Международного Кинофестиваля Стран СНГ и Балтии Киношок. Приз зрительских симпатий Бухарестского Международного Кинофестиваля. Участник конкурсной программы Варшавского Международного Кинофестиваля.
- 2005 — «Happypeople» — полнометражный художественный фильм. Участник Конкурсной программы Берлинского Международного Кинофестиваля в 2006 году. Приз за лучший сценарий на Юбилейном Открытом Международном Кинофестивале Стран СНГ и Балтии «Киношок».
- 2007 — «Беспорно» — социальная драма, полнометражный художественный фильм. Одесский кинофестиваль 2011 года.
- 2008 — трехсерийный документальный фильм «Спиноза».
- 2008 — «Кастинг» — участник программы Каннского кинофестиваля.
- 2008 — «Съём» — полнометражный художественный фильм, украинский кинопрокат октябрь 2008 года.
- 2010 — «Днепр» — полнометражный художественный фильм, участник программы 63 Каннского кинофестиваля.
- 2011 — «Семинар» - документальный фильм.
- 2012 — «Нахман» — документальный фильм из серии «Хасидские цадики».
- 2012 — «Апартаменты» - украинский кинопрокат, сентябрь 2012. В 2014 году вышел в кинопрокат.
- 2013 — «Последний день Евро».
- 2013 — «Не знаю».
- 2014 — «APARTe».
- 2015 — «8».
- 2016 — «Future in the past»[2].
- 2017 — «Present Continuous».